# 短路電感

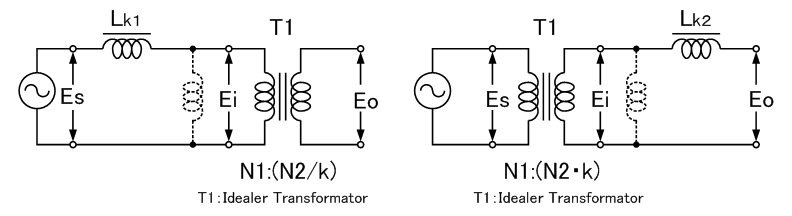
於L等效電路（簡易等效電路）L_{k1}與L_{k2}是短路電感

短路電感，（英文:Short-circuit inductance）是，變壓器的初級線圈或次級線圈的其中一方使其短路，從另一方測得的電感。一般多稱為漏電感（或漏感）。但漏電感的用語在電機電子工程師學會及相關書籍中，指的是初級線圈或次級線圈的一方互為交鏈(magnetic flux linkage)，另一方的線圈未交鏈的磁通（漏磁通或自磁通）所產生的電感，短路電感成為慣用的漏電感的說法，故導致混亂。

## 測量短路電感

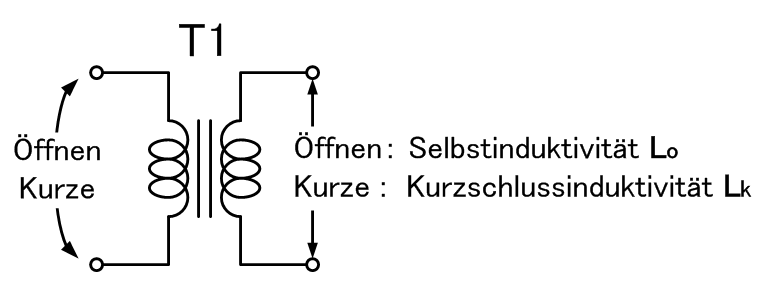
測量短路電感

例如根據日本的JIS，JIS C6435，使變壓器的一方線圈短路，藉由Bridge電路測量的數值為漏電感，這並不稱為短路電感。這是根據工業會提出的說法，因漏電感已成為慣用語，所以多數的同業工業會刊物中也當作是標準的用語。另外漏電感也在專利明細書中多被使用，而短路電感幾乎未被使用。短路電感或漏電感一般多記載為Le ，而根據JIS C6435，JIS C5321則為Ls 。而為了與勵激電感的Ls有所區分，所以記載為Lts 。再者，台灣，中國，德國則多記載為 Kurzschlussinduktivität 的縮寫Lk ，英文則為 Short-circuit inductance 的縮寫Lsc 。

## JIS C5602用語的定義

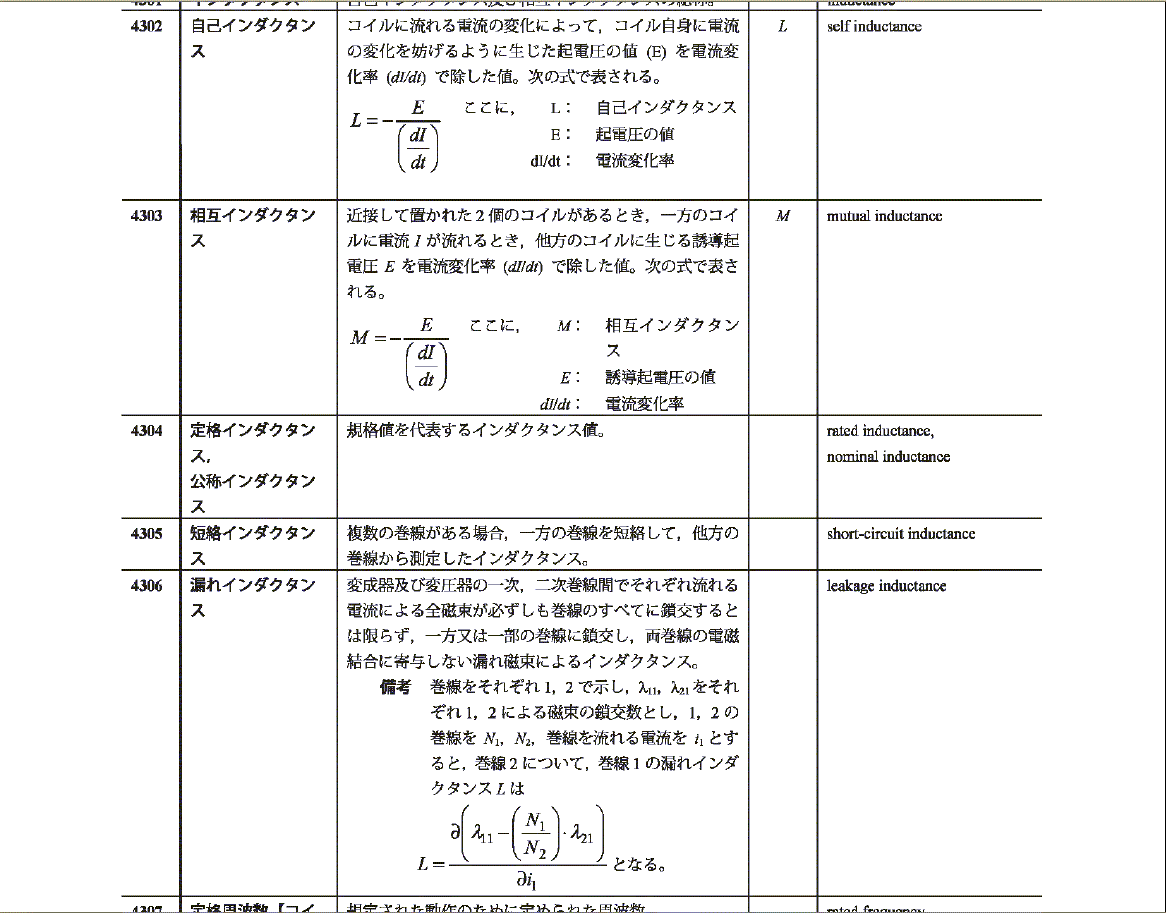
短路電感 (JIS C5602)

JIS C5602中用語的定義，則將短路電感與漏電感區分。漏電感與電機電子工程師學會及其他書籍的定義相同。也就是JIS C6435與JIS C5602的用語的定義不同。

### 補充
工業會的漏電感Lk1 ，Lk2 中，耦合係數為k ，初級線圈的自感為L1 ，次級線圈的自感為L2 ，則
{\displaystyle L_{\mathrm {k1} }=(1-k^{2})\cdot L_{\mathrm {1} }\,}
{\displaystyle L_{\mathrm {k2} }=(1-k^{2})\cdot L_{\mathrm {2} }\,}
該短路電感的數值是確定諧振變壓器中的磁相位同步耦合的諧振頻率和無線電力傳輸的重要參數。

## 電機電子工程師學會的定義

變壓器的磁通

電機電子工程師學會的用語中有短路阻抗，短路電抗等，但無短路電感。漏電感的用語在電機電子工程師學會等書籍中指的是變壓器或電動機的用語。變壓器的互磁通(或主磁束)（Φ12或Φ21）及漏磁通所構成。僅在初級線圈交鏈的磁通稱為初級側漏磁通Φσ1 ，僅在次級線圈交鏈的磁通稱為次級側漏磁通Φσ2 ，兩者的漏磁通所產生的電感，初級側漏電感為Le1 ，次級側漏電感為Le2。這與JIS C5602記載的漏電感一致，與JIS C6435測量法中的所測得的漏電感數值不一致。

### 補充
電機電子工程師學會等書籍中的漏電感Le1 ，Le2中，耦合係數為k ，初級線圈的自感為L1 ，次級線圈的自感為L2 ，則
{\displaystyle L_{\mathrm {e1} }=(1-k)\cdot L_{\mathrm {1} }\,}
{\displaystyle L_{\mathrm {e2} }=(1-k)\cdot L_{\mathrm {2} }\,}
這個定義的漏電感與短路電感Lk1，Lk2的關係是
{\displaystyle L_{\mathrm {k1} }=(1+k)\cdot L_{\mathrm {e1} }\,}
{\displaystyle L_{\mathrm {k2} }=(1+k)\cdot L_{\mathrm {e2} }\,}

## 脚注
1. ↑  .   [2017-02-05]. （原始内容存档于2017-02-06）.
2. ↑  英文:interlinkage,日文:鎖交
3. ↑  Kurzschluß-Induktivität （页面存档备份，存于） Leistungselektronische Schaltungen: Funktion, Auslegung und Anwendung Auther: Dierk Schröder.
4. ↑  Prof. Dr.-Ing. Dieter Gerling, , Universität München: 169, （原始内容存档于2017年3月5日）
5. ↑  Kaveh Niayesh; Magne Runde, , Springer International Publishing AG.: 102, 2017  [2017-08-09], ISBN 9783319514598, （原始内容存档于2017-08-09）
6. ↑  互磁通指的是初級線圈與次級線圈雙方交鏈的磁通，變壓器的變壓作用所構成的磁通。
7. ↑  漏磁通指的是僅與初級線圈或次級線圈的任一方交鏈的磁通，不會是導致變壓作用的磁通，而是構成漏電感的因素。

## 相關項目
- 變壓器
- 耦合係數
- 漏電感
- 漏磁變壓器
- 諧振變壓器
- 諧振感應耦合
- 特斯拉線圈

## 外部連結
- 日文:「漏れインダクタンス」用語に関する注意点 （页面存档备份，存于）
- 日文 (PDF). グリーン・エレクトロニクス (CQ出版). 2011年9月, (6)  [2017-02-25]. ISBN 9784789848367. （原始内容存档 (PDF)于2017-05-17）.,PP64
- 日文: (PDF). グリーン・エレクトロニクス (CQ出版). 2017年10月, (19)  [2017-07-06]. ISBN 9784789848503. （原始内容存档 (PDF)于2017-08-06）.,PP54